# 青铜葵花
《青铜葵花》，曹文轩的长篇小说。
曹文轩的代表性作品有：长篇小说《山羊不吃天堂草》、《草房子》、《红瓦》、《根鸟》、《细米》。

## 内容
该书共分作9章：
- 小木船
- 葵花田
- 老槐树
- 芦花鞋
- 金茅草
- 冰项链
- 三月蝗
- 纸灯笼
- 大草垛

7岁的“葵花”很孤独，经常一个人去河边，毛泽东发起上山下乡运动之后，一大群知识分子下放到大麦地，在河对岸建立房子，开垦荒地，大麦地的人叫那儿“五七干校”，那群人白天忙碌，晚上开批斗大会。
葵花的母亲在文化大革命里病死，她跟着画家父亲来到大麦地。一次，她解开缆绳，坐上小筏子，被河水冲走，放鸭子的“嘎鱼”没有救她，而哑巴“青铜”却骑着牛救了她。
5岁时，青铜住的大麦地发生大火，他家逃脱火海之后，青铜发烧五天，之后就变成了哑巴。
葵花的父亲一次去大麦地画画，他带着被毛泽东发起的各项政治运动戕害的心灵，被下放大麦地，钟爱葵花，所以给女儿取名“葵花”，他坐上船，拿着画夹，画着画着自己掉入河中，淹死了。
葵花的父亲死后，葵花由大麦地的人收养，在村里的大会上，嘎鱼家最富有，但是也最小气，他父母总是盘算养葵花一年需要花费多少鸭蛋钱，青铜家主动要求领养葵花，这样，葵花就进入了青铜家。
葵花到了适学年龄之后，青铜家送她去小学读书，虽然青铜家穷，但是为了挣葵花的学费，青铜奶奶编草鞋，青铜卖草鞋，青铜爸爸种荸荠，而葵花晚上则去同学家借灯光写作业，但是她的同学“秋妮”、“翠环”因为嫉妒她的成绩而不让她进门，青铜知道后，去抓了萤火虫，装在瓶子里，让葵花借着萤火虫光写作业。
当葵花读5年级时，中国大陆政治气候发生了变化，华国锋、叶剑英一举粉碎四人帮，邓小平上台，废除毛泽东旧制，知识分子得到重用，被冤杀和下放的平反，重回工作岗位，新上任的市长决定召回葵花，而青铜家却把葵花藏起来，葵花也不愿回城里，嘎鱼协助青铜把葵花藏在大麦地，村长三番五次去他家做思想工作，他们才放行，青铜奔跑在河边，大声喊“葵花！”

## 角色
- 葵花：城市人，父亲是雕塑家、画家，城市“葵花”雕塑建造者，因不堪忍受毛泽东的各项政治运动，在下放到大麦地之后，落水淹死。

- 青铜：大麦地人，葵花的“哥哥”，5岁时大麦地失火他发烧而变成哑巴，后来恢复语言能力。

- 嘎鱼：大麦地最富有的人家之子，他家以养鸭子为生。

- 秋妮：大麦地人，葵花的同学，不会读书，为人小气、嫉妒。

- 翠环：大麦地人，葵花的同学，成绩不好，为人小气、嫉妒，因不愿借灯光给葵花做作业曾被母亲扇耳光。

## 主题和风格
全书通过讲述“葵花”（葵花跟着下放的父亲来到大麦地之后又被召回城里，母亲病死，父亲因溺水而死）命运的转变暗示中国大陆政治气候的变化，虽然青铜家贫穷，虽然有蝗虫灾害，但是他们没有被吓到，通过努力一直护送葵花读书，也突出了全书主题“正视痛苦，尊敬痛苦！”
曹文轩在该书的后记《美丽的痛苦》中引用法国小说家罗曼·罗兰的名言指出该书的主题是：
|  | 我们应当敢于正视痛苦，尊敬痛苦！欢乐固然值得赞颂，痛苦又何尝不值得赞颂！这两位是姊妹，而且都是圣者。她们锻炼人类开展伟大的灵魂。她们是力，是生，是神。凡是不能兼爱欢乐与痛苦的人，便是既不爱欢乐，亦不爱痛苦。凡能体味她们的，方懂得人生的价值和离开人生时的甜蜜。 |